# Basketball-Bundesliga 2023-2024
La Basketball Bundesliga 2023–2024, chiamata per ragioni di sponsorizzazione easyCredit Basketball Bundesliga, è la 58ª edizione del massimo campionato tedesco.

## Formula
La stagione regolare prevede che ogni squadra disputi 34 partite, giocando contro tutte le altre squadre due volte in un girone di andata ed uno di ritorno. Al termine verranno disputati dei play-off fra le migliori otto squadre in classifica. Al termine della stagione regolare le squadre classificate in 17ª e in 18ª posizione retrocederanno in ProA.
La classifica prevede il calcolo delle percentuali per vittoria.

## Squadre
| Club               | Stagione | Città             | Stadio                | Stagione precedente              |
| ------------------ | -------- | ----------------- | --------------------- | -------------------------------- |
| Bamberger          | ...      | Bamberga          | Brose Arena           | 10º posto in Bundesliga          |
| Alba Berlino       | dettagli | Berlino           | Mercedes-Benz Arena   | 2º posto in Bundesliga           |
| Telekom Bonn       | ...      | Bonn              | Telekom Dome          | 1º posto in Bundesliga           |
| Braunschweig       | ...      | Braunschweig      | Volkswagen Halle      | 14º posto in Bundesliga          |
| Niners Chemnitz    | dettagli | Chemnitz          | Arena Chemnitz        | 8º posto in Bundesliga           |
| Crailsheim Merlins | ...      | Crailsheim        | Arena Hohenlohe       | 13º posto in Bundesliga          |
| BG 74 Gottinga     | ...      | Gottinga          | Sparkassen Arena      | 6º posto in Bundesliga           |
| Amburgo Towers     | ...      | Amburgo           | Inselparkhalle        | 15º posto in Bundesliga          |
| Heidelberg         | ...      | Heidelberg        | SNP Dome              | 12º posto in Bundesliga          |
| R. Ludwigsburg     | ...      | Ludwigsburg       | MHP-Arena             | 5º posto in Bundesliga           |
| Mitteldeutscher BC | ...      | Weißenfels        | Stadthalle Weißenfels | 16º posto in Bundesliga          |
| Bayern Monaco      | dettagli | Monaco di Baviera | Audi Dome             | 3º posto in Bundesliga           |
| EWE Oldenburg      | ...      | Oldenburg         | Große EWE Arena       | 4º posto in Bundesliga           |
| Rostock Seawolves  | ...      | Rostock           | Stadthalle Rostock    | 9º posto in Bundesliga           |
| Ulma               | ...      | Ulma              | Arena Ulm             | 7º posto in Bundesliga, campione |
| Tigers Tubinga     | ...      | Tubinga           | Paul Horn-Arena       | in ProA                          |
| RASTA Vechta       | ...      | Vechta            | RastaDome             | in ProA                          |
| Würzburg Baskets   | ...      | Würzburg          | s.Oliver Arena        | 11º posto in Bundesliga          |

## Stagione regolare

### Classifica
|  | Pos. | Squadra                    | PCT  | G  | V  | P  | PF   | PS   | Dif  | SD  |
|  | ---- | -------------------------- | ---- | -- | -- | -- | ---- | ---- | ---- | --- |
|  | 1.   | Bayern Munich              | .824 | 34 | 28 | 6  | 2989 | 2584 | +405 |     |
|  | 2.   | Alba Berlin                | .794 | 34 | 27 | 7  | 3048 | 2748 | +300 |     |
|  | 3.   | Niners Chemnitz            | .765 | 34 | 26 | 8  | 3019 | 2680 | +339 |     |
|  | 4.   | Ratiopharm Ulm             | .706 | 34 | 24 | 10 | 3076 | 2835 | +241 | 2-0 |
|  | 5.   | Würzburg Baskets           | .706 | 34 | 24 | 10 | 2954 | 2724 | +230 | 0-2 |
|  | 6.   | Rasta Vechta               | .618 | 34 | 21 | 13 | 3002 | 2801 | +201 |     |
|  | 7.   | Telekom Baskets Bonn       | .588 | 34 | 20 | 14 | 3043 | 2909 | +134 |     |
|  | 8.   | MHP Riesen Ludwigsburg     | .529 | 34 | 18 | 16 | 2976 | 2819 | +157 | +18 |
|  | 9.   | EWE Baskets Oldenburg      | .529 | 34 | 18 | 16 | 2914 | 2850 | +64  | -18 |
|  | 10.  | Hamburg Towers             | .500 | 34 | 17 | 17 | 2910 | 2932 | -22  |     |
|  | 11.  | Brose Bamberg              | .441 | 34 | 15 | 19 | 3009 | 3059 | -45  | +13 |
|  | 12.  | Löwen Braunschweig         | .441 | 34 | 15 | 19 | 2777 | 2869 | -92  | -13 |
|  | 13.  | Syntainics Mitteldeutscher | .324 | 34 | 11 | 23 | 2908 | 3171 | -263 |     |
|  | 14.  | BG Göttingen               | .294 | 34 | 10 | 24 | 2900 | 3148 | -248 |     |
|  | 15.  | Rostock Seawolves          | .265 | 34 | 9  | 25 | 2949 | 3164 | -215 | +7  |
|  | 16.  | MLP Academics Heidelberg   | .265 | 34 | 9  | 25 | 2817 | 3174 | -357 | -7  |
|  | 17.  | Crailsheim Merlins         | .235 | 34 | 8  | 26 | 2762 | 3147 | -385 |     |
|  | 18.  | Tigers Tübingen            | .176 | 34 | 6  | 28 | 2797 | 3241 | -444 |     |

      Ammesse ai playoff scudetto.
      Ammesse ai play-in.
      Retrocessa in ProA
 Vincitrice del campionato
 Vincitrice della Coppa di Germania 2023-2024
In caso di parità tra due squadre si considera la differenza canestri degli scontri diretti, in caso di scarto nullo si considera il coefficiente canestri (PF/PS). In caso di parità tra tre o più squadre si procede al calcolo della classifica avulsa, prendendo in considerazione come primo elemento il totale degli scontri diretti tra le squadre interne alla classifica avulsa, in caso di parità interna tra due squadre si prosegue con le regole per la parità tra due squadre.

## Play-off

### Play-in
Solo le prime sei classificate accedono direttamente ai play-off scudetto. Invece le squadre classificate tra la settima e la decima posizione disputano un torneo play-in. La settima incontrerà l'ottava, con la vincitrice che verrà posizionata al settimo posto. La nona classificata affronterà la decima, con la perdente che verrà eliminata dai playoff. La perdente della sfida settima-ottava e la vincitrice tra la sfida nona-decima si incontreranno, con la vincitrice che verrà posizionata all'ottavo posto e la perdente eliminata.
|  |         |                |                |                |                |         |         |         |
|  | Play-In | Play-In        | Play-In        |                |                | #8 Seed | #8 Seed | #8 Seed |
|  | Play-In | Play-In        | Play-In        |                |                | #8 Seed | #8 Seed | #8 Seed |
|  |         |                |                |                |                |         |         |         |
|  |         |                |                |                |                |         |         |         |
|  | 7       | Telekom Bonn   | 90             |                |                |         |         |         |
|  | 7       | Telekom Bonn   | 90             |                |                |         |         |         |
|  | 8       | R. Ludwigsburg | 69             |                |                |         |         |         |
|  | 8       | R. Ludwigsburg | 69             |                |                |         |         |         |
|  |         |                |                | R. Ludwigsburg | R. Ludwigsburg | 91      |         |         |
|  |         |                |                | R. Ludwigsburg | R. Ludwigsburg | 91      |         |         |
|  |         |                | Amburgo Towers | Amburgo Towers | 78             |         |         |         |
|  |         |                |                | Amburgo Towers | 78             |         |         |         |
|  | 9       | EWE Oldenburg  | 81             |                |                |         |         |         |
|  | 9       | EWE Oldenburg  | 81             |                |                |         |         |         |
|  | 10      | Amburgo Towers | 93             |                |                |         |         |         |
|  | 10      | Amburgo Towers | 93             |                |                |         |         |         |

### Tabellone
Tutti iturni sono al meglio delle cinque gare. Gara1, Gara2 e l'eventuale Gara5 sono in casa della meglio classificata.
|  | Quarti di finale | Quarti di finale | Quarti di finale | Quarti di finale | Quarti di finale | Quarti di finale | Quarti di finale |  |  | Semifinali       | Semifinali       | Semifinali       | Semifinali       | Semifinali   | Semifinali | Semifinali |    |    | Finale        | Finale        | Finale        | Finale | Finale | Finale | Finale |  |
|  |                  |                  |                  |                  |                  |                  |                  |  |  |                  |                  |                  |                  |              |            |            |    |    |               |               |               |        |        |        |        |  |
|  | 1                | Bayern Monaco    | Bayern Monaco    | 98               | 83               | 84               | 76               |  |  |                  |                  |                  |                  |              |            |            |    |    |               |               |               |        |        |        |        |  |
|  | 8                | R. Ludwigsburg   | R. Ludwigsburg   | 102              | 78               | 73               | 69               |  |  | Bayern Monaco    | Bayern Monaco    | Bayern Monaco    | Bayern Monaco    | 91           | 99         | 75         |    |    |               |               |               |        |        |        |        |  |
|  | 4                | Ulma             | Ulma             | 65               | 100              | 79               | 72               |  |  | Würzburg Baskets | Würzburg Baskets | Würzburg Baskets | Würzburg Baskets | 76           | 75         | 61         |    |    |               |               |               |        |        |        |        |  |
|  | 5                | Würzburg Baskets | Würzburg Baskets | 78               | 64               | 82               | 75               |  |  |                  |                  |                  |                  |              |            |            |    |    | Bayern Monaco | Bayern Monaco | Bayern Monaco | 79     | 70     | 67     | 88     |  |
|  | 2                | Alba Berlino     | Alba Berlino     | Alba Berlino     | 94               | 83               | 93               |  |  |                  |                  | Alba Berlino     | Alba Berlino     | Alba Berlino | 67         | 79         | 63 | 82 |               |               |               |        |        |        |        |  |
|  | 7                | Telekom Bonn     | Telekom Bonn     | Telekom Bonn     | 68               | 70               | 86               |  |  | Alba Berlino     | Alba Berlino     | 82               | 86               | 72           | 96         | 97         |    |    |               |               |               |        |        |        |        |  |
|  | 3                | Niners Chemnitz  | Niners Chemnitz  | 83               | 87               | 84               | 84               |  |  | Niners Chemnitz  | Niners Chemnitz  | 95               | 64               | 84           | 85         | 84         |    |    |               |               |               |        |        |        |        |  |
|  | 6                | RASTA Vechta     | RASTA Vechta     | 77               | 96               | 76               | 67               |  |  |                  |                  |                  |                  |              |            |            |    |    |               |               |               |        |        |        |        |  |

## Premi e riconoscimenti
- MVP regular season:  Otis Livingston, Würzburg Baskets
- MVP finals:  Carsen Edwards, Bayern Monaco
- Allenatore dell'anno:  Rodrigo Pastore, Niners Chemnitz
- Attaccante dell'anno:  Otis Livingston, Würzburg Baskets
- Difensore dell'anno:  Javon Bess, BG 74 Gottinga
- Rookie dell'anno:  Johann Grünloh, RASTA Vechta